# 6th story
6th story（シックス・ストーリー）は、the★tambourinesの2枚目のミニアルバム（通算6枚目のアルバム）。

## 内容
「6枚目のアルバム」「6曲収録」にちなんでタイトルが付けられた。

## 収録曲
1. 砂漠のつぼみ
2. story
3. hello
4. カーニバル
5. swimming in you
6. a day

作詞：松永安未　作曲・編曲：麻井寛史（全曲）

## 参加ミュージシャン
- 大賀好修（nothin' but love・OOM・Sensation） - ギター